# 基利拜·梅杜别科夫
基利拜·乌森诺维奇·梅杜别科夫（俄语：Кыйлыба́й Усе́нович Медеубе́ков，1929年5月15日—2015年5月3日），哈萨克族，苏联党和国家领导人，畜牧业专家，哈萨克斯坦科学院、农业科学院院士。曾任哈萨克畜牧研究技术研究所主任，苏联列宁农业科学院副院长，哈萨克苏维埃社会主义共和国最高苏维埃主席等职。

## 生平
- 1929年5月15日出生于苏联哈萨克自治苏维埃社会主义共和国列宁区阿拜村。
- 1948年-1953年，莫斯科农业学院畜牧系学习。1953年加入苏联共产党。
- 1953年-1957年，莫斯科农业学院研究生院学习。
- 1957年-1962年，苏联列宁农科院哈萨克分院高级研究员、系主任、研究副主任、江布尔州农业试验站主任、江布尔州农业厅副主任。
- 1962年10月-1979年，哈萨克畜牧研究技术研究所主任。1978年获农学博士学位。
- 1979年-1991年，苏联列宁农科院副院长兼东部分院（哈萨克、吉尔吉斯）主席团主席。期间，1979年12月-1990年2月，哈萨克苏维埃社会主义共和国最高苏维埃主席。1982年当选苏联列宁农科院院士。
- 1984年起，哈萨克羊业研究所首席研究员。
- 1992年当选哈萨克斯坦农科院院士。
- 1996年当选哈萨克斯坦科学院院士。
- 1998年起，哈萨克斯坦农业大学教授。
- 2015年5月3日于阿拉木图逝世，享年85岁。

梅杜别科夫是苏共26-27大代表，苏联人民代表，第10-11届哈萨克苏维埃社会主义共和国最高苏维埃代表。

## 荣誉
苏联：
- 哈萨克苏维埃社会主义共和国阿拜国家奖（1974）
- 十月革命勋章
- 两次劳动红旗勋章
- 各民族人民友谊勋章
- 纪念列宁诞辰一百周年奖章
- 1941-1945年伟大卫国战争中忘我劳动奖章
- 1941-1945年伟大卫国战争胜利六十周年奖章
- 开垦处女地奖章
- 两次哈萨克苏维埃社会主义共和国最高苏维埃荣誉证书
- 三次苏联列宁农科院荣誉证书

蒙古人民共和国：
- 劳动荣誉奖（1976）

哈萨克斯坦：
- 开垦处女地五十周年纪念章
- 阿斯塔纳十周年纪念章
- 智慧勋章
- 国家奖（2001）
- 科技功勋工作者（1997）